# Sociedad Española de Historia de las Ciencias y de las Técnicas
La Sociedad Española de Historia de las Ciencias y de las Técnicas (SEHCYT) es una asociación científica española sin ánimo de lucro, dedicada a la promoción y estudio de la historia de la ciencia y la técnica.

## Historia
La Sociedad se fundó en 1976, denominándose inicialmente Sociedad Española de Historia de las Ciencias. El nombre actual lo adoptó diez años después, en 1986.
La primera reunión de la junta directiva se realizó en la Facultad de Medicina de la Universidad de Valencia en octubre de 1976; la primera asamblea general se celebró en febrero de 1977 en Madrid, en el Colegio Mayor Mendel, y la primera reunión científica en la Facultad de Ciencias de la Universidad de Granada, en mayo de 1977.
La presentación internacional de la Sociedad se realizó en Edimburgo, agosto de 1977, en el marco del XV Congreso Internacional de Historia de la Ciencia.
El primer congreso formal de la Sociedad se desarrolló en sede de la Real Academia de Ciencias Exactas, Físicas y Naturales
en Madrid, en diciembre de 1978.
En 1993 la Sociedad organizó el XIX International Congress of the History of Science, celebrado en Zaragoza, en colaboración con la Unión Internacional de Historia y Filosofía de la Ciencia, el Ministerio de Cultura, el Rectorado de la Universidad de Zaragoza y la Diputación Provincial de Zaragoza.

## Junta de gobierno y sede
La junta de gobierno está constituida por un presidente, un vicepresidente, un secretario, un tesorero, tres vocales, elegidos cada tres años y sin poder repetir más de dos periodos consecutivos.
Desde 2001 la sede de la Sociedad se encuentra en la Universidad de la Rioja.

## Publicaciones
Desde 1977 la Sociedad publica periódicamente la revista científica Llull: Revista de la Sociedad Española de Historia de las Ciencias y de las Técnicas (ISSN 0210-8615), con un volumen de periodicidad anual compuesto por uno o dos números y de acceso libre.
Asimismo publica volúmenes monográficos con las contribuciones de los diferentes congresos y simposios organizados por la Sociedad, con temas como enseñanza de la ciencia, construcción naval o arqueología industrial, entre otros.

## Congresos
La Sociedad organiza desde 1978 un congreso nacional, de carácter trienal, así como simposios sobre la enseñanza e historia de la ciencia. Asimismo participa en la organización de simposios nacionales e internacionales, entre los que descacan varios dedicados a la figura de Rey Pastor.